# Hermann von Salza und Lichtenau

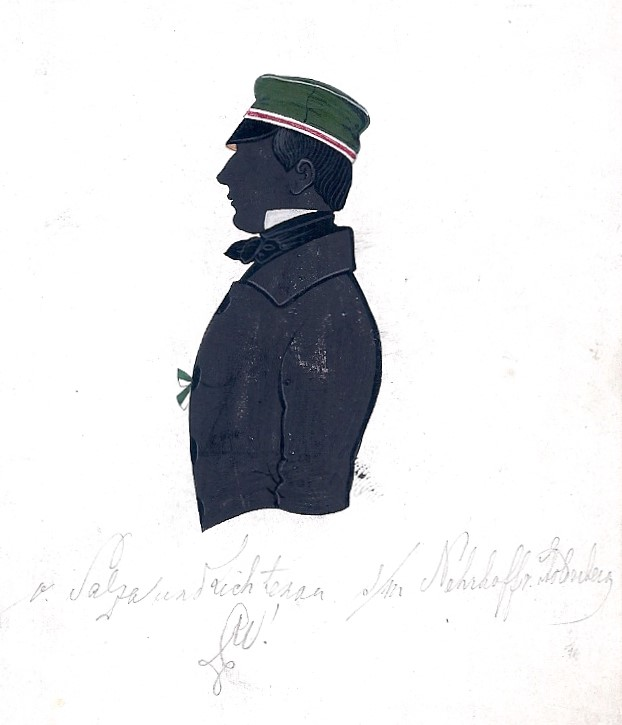
Hermann von Salza und Lichtenau

Hermann Freiherr von Salza und Lichtenau (* 22. Oktober 1829 in Dresden; † 14. April 1915 ebenda) war ein deutscher Verwaltungsjurist und Rittergutsbesitzer im Königreich Sachsen. Er saß im Reichstag des Norddeutschen Bundes.

## Leben
Salza studierte an der Universität Leipzig Rechtswissenschaft. 1850 wurde er Mitglied des Corps Misnia Leipzig. Seit 1854 war er im sächsischen Staatsdienst tätig. 1860 wurde er Regierungsrat bei der Kreisdirektion Dresden und 1862 Amtshauptmann der Amtshauptmannschaft Bautzen. Er war ab 1861 Mitglied der Lausitzer Ständeversammlung und vertrat 1866–1868 die Rittergutsbesitzer der Oberlausitz in der II. Kammer des Sächsischen Landtags (1831–1918). Für die Freikonservative Vereinigung vertrat er von Februar 1867 bis zur Reichstagswahl 1871 den Reichstagswahlkreis Königreich Sachsen 3 (Bautzen, Kamenz, Bischofswerda) im Reichstag und im Zollparlament. Von 1883 bis 1895 war er Kreishauptmann in Bautzen. 1895 wurde er als Nachfolger von Bernhard von Schönberg zum Präsidenten der Oberrechnungskammer ernannt. Ferner war er Wirkl. Geh. Rat und Rittergutsbesitzer auf Jeßnitz, später auf Wuischke. 1895 wurde er zum Ehrenbürger der Städte Bautzen, Kamenz, Löbau, Neusalza und Zittau ernannt.
Seit 1857 war er verheiratet mit Mary Tunder (* 20. Mai 1836 in St. Petersburg; † 5. September 1890 in Bautzen), Tochter des kais. russ. Staatsrats und erblichen Ehrenbürgers von St. Petersburg und Reval Karl Eduard Tunder auf Botby und der der Caroline von Deutsch. Das Ehepaar hatte drei Söhne. Der älteste Sohn Hermann von Salza und Lichtenau (* 1858 † 1911) war zuletzt Generalmajor und verheiratet, hatte vier Kinder. Der mittlere Sohn Ernst von Salza und Lichtenau gründete eine Familie, zwei Töchter, wurde Diplomat. Der jüngsten Sohn Hugo (* 1862 † 1909) war sächs. Rittmeister und mit des US-Amerikanerin Margaret Palmer Soutter liiert, das Paar hatte drei Kinder und fünf Enkelkinder. Margaret erbte als Witwe den Gutsbesitz Kittlitz bei Löbau und ehelichte 1913 Siegfried von Lüttichau auf Bärenstein bei Dresden.